# Oud-Aa
Pour les articles homonymes, voir Aa.

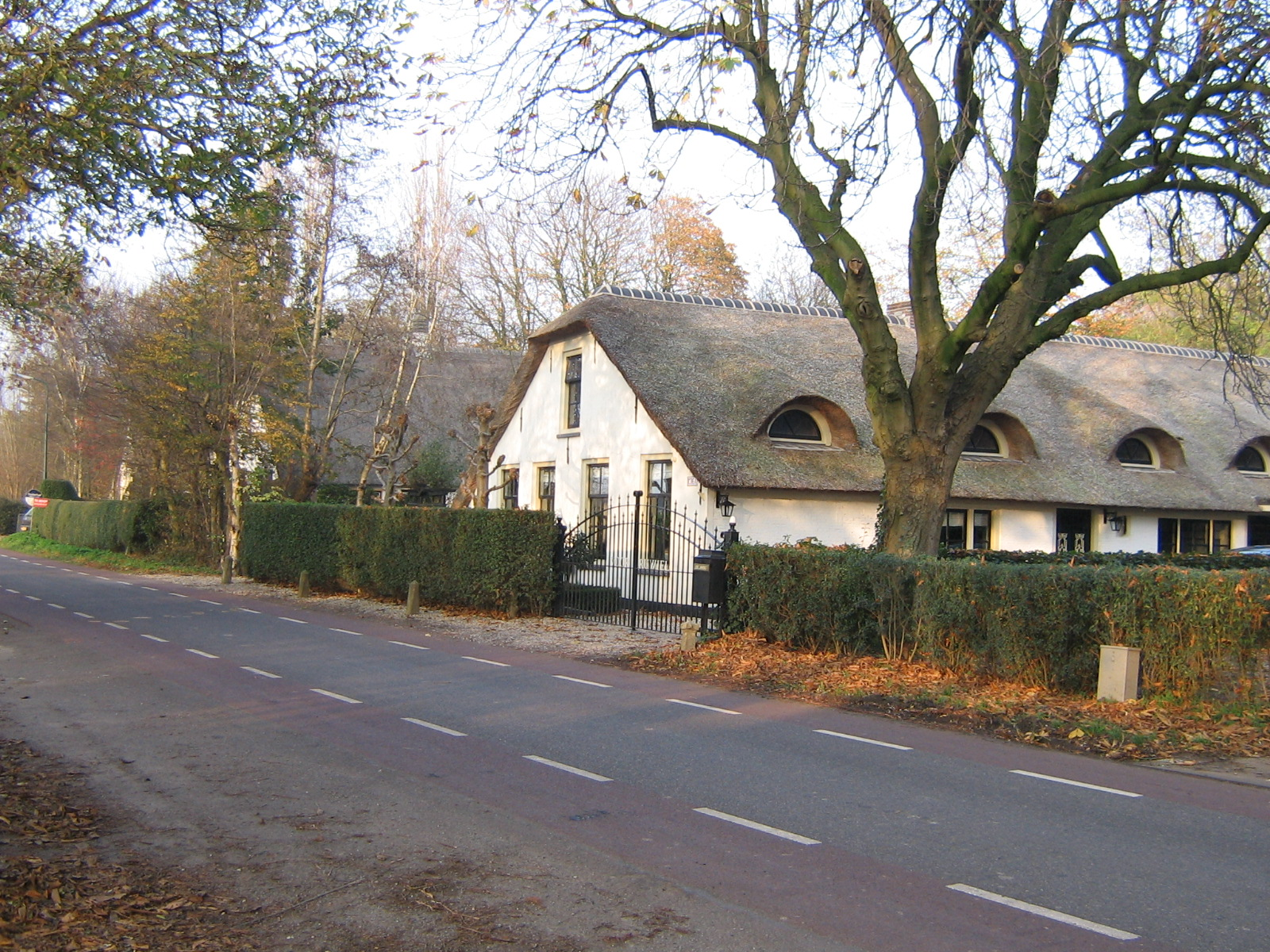

Oud-Aa est un hameau situé dans la commune néerlandaise de Stichtse Vecht, dans la province d'Utrecht.
Oud-Aa est situé entre Breukelen en Nieuwer Ter Aa sur l'Aa.